# Брокмерландские законы
Брокмерландские законы (з.-фриз. Brokmerbrief) — свод законов исторической области Брокмерланд, написанных в 13 веке на древнефризском языке.

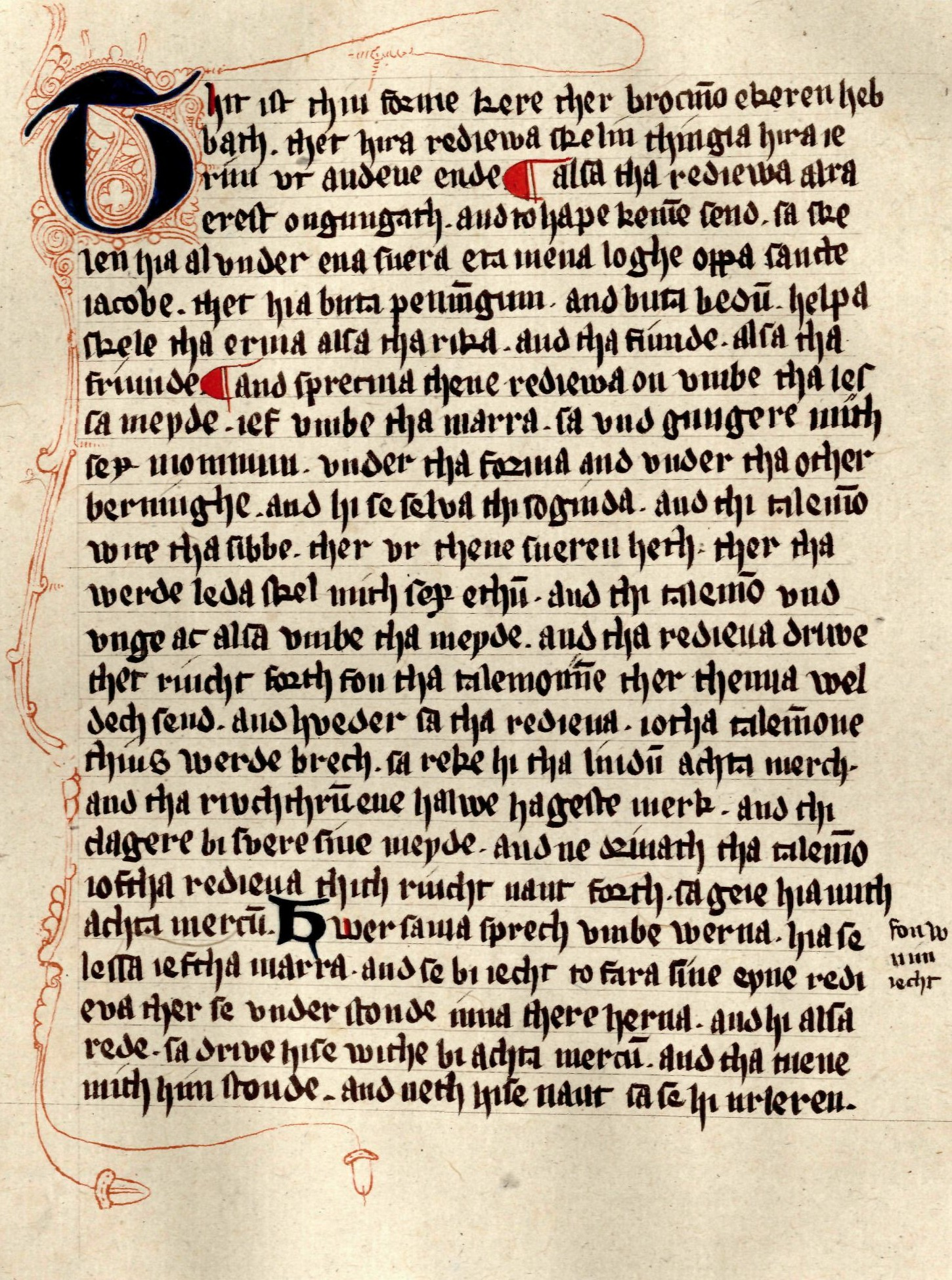
Первая страница собрания

Свод является наиболее известным источником по фризскому праву. Он хранится в двух рукописях, одна из которых находится в Государственном архиве Нижней Саксонии в Ольденбурге, а другая — в Государственной библиотеке Нижней Саксонии в Ганновере.

## Описание
Свод описывает государственное устройство и судебную систему страны, закон которой основывался на волеизъявлении собравшихся людей («фризская свобода»): политическая и судебная власть находилась в руках функционеров, ежегодно избираемых из рядов фермеров, которые  известный как редджевен (консулы, советники);  их власть, в свою очередь, регулировалась законами.
Период независимого сельского самоуправления закончился примерно к середине 14 века. Однако, в отличие, например, от Эмсигерланда, Брокмерланд оставался обособленной единицей, поскольку Брокмербриф запрещает возведение укрепленных каменных резиденций и замков, и это предотвратило создание таких отправных точек для локального правления. Таким образом, феодализм, широко распространенный в Европе в то время, оставался неизвестным в Восточной Фризии.
Брокмерландские законы исчезли к началу 16 века, когда граф Восточной Фризии Эдцард I Великий принял свой собственный свод законов, известный как «Восточнофризкие законы».